# Tom Deman
Tom Deman (* 10. März 1995 in Ypern) ist ein belgischer Fußballspieler.

## Karriere
Deman wurde im Jahre 1995 in Ypern, in der Provinz Westflandern geboren und wuchs in der nur unweit entfernten Gemeinde Langemark-Poelkapelle auf. Seine Fußballkarriere begann er beim KVK Westhoek und wechselte von diesem im Jahre 2005 in den Nachwuchsbereich des belgischen Pokal- und Superpokalrekordsiegers sowie 13-fachen belgischen Meisters FC Brügge. Dort wurde er bis einschließlich der Saison 2008/09 trainiert, ehe er abermals den Verein wechselte und vom KV Kortrijk in dessen Jugendabteilung aufgenommen wurde. Beim ebenfalls in Westflandern ansässigen Klub durchlief er sämtliche Spielklassen, ehe er in der Saison 2013/14, der 111. Spielzeit in der höchsten belgischen Fußballliga, das erste Mal in einer Pflichtspielbegegnung für das Profiteam des Vereins auflief. Zu diesem Zeitpunkt war er auch noch als Spieler der U-19- und U-21-Jugendmannschaften aktiv und besuchte die VTI Ypern, eine berufsbildende höhere Schule für Wissenschaft und Technik. In seiner insgesamt fünften Saison beim KV Kortrijk wurde Deman am 1. September 2013 im Auswärtsspiel gegen Standard Lüttich von Trainer Hein Vanhaezebrouck für den rund ein Jahr älteren Gregory Mahau in der 86. Spielminute eingesetzt. Das Spiel endete in einer 0:2-Niederlage seines Teams. Bis 2015 kam kein weiteres Spiel in der 1. Mannschaft zustande, so das Deman zurück zu seinem Heimatverein KVK Westhoek wechselte. Ein Jahr später schloss er sich Vlamertinge SK an und seit 2018 steht er bei Sassport Boezinge unter Vertrag.